# STM Alpagu
STM Alpagu – turecka, skrzydlata amunicja krążąca, opracowana z myślą o prowadzeniu działań asymetrycznych, mogąca być również używana w klasycznych konfliktach zbrojnych.

## Historia
Alpagu został opracowany przez turecką firmę Savunma Teknolojileri Mühendislik ve Ticaret (STM). Prosty w obsłudze i transporcie, może być obsługiwany przez pojedynczego żołnierza. Aparat przenoszony jest w tubie, z której po wystrzeleniu przez system pneumatyczny, jest w stanie wznieść się na wysokość maksymalnie 400 metrów. Po wystrzeleniu rozkładane są powierzchnie nośne, składające się z dwóch par skrzydeł w układzie tandem. Przednia z par umieszczona jest nad kadłubem, tylna, pod nim. W pojemniku transportowo-startowym skrzydła pozostają w pozycji złożonej wzdłuż kadłuba. Alpagu wyposażony jest w umieszczony z tyłu kadłuba silnik elektryczny, napędzający śmigło pchające. Maszyna jest w stanie wyczekiwać na swój cel do 10 minut, operując na swoim maksymalnym zasięgu, wynoszącym 5 km. Po wykryciu i identyfikacji celu przez zestaw czujników umieszczony w czole kadłuba, aparat nurkuje w stronę celu z prędkością około 140 km/h. Eksplozja głowicy o masie około 0,5 kg następuje nad celem. Producent planuje na bazie Alpagu stworzenie całej rodziny krążącej amunicji, różniącej się masą, zasięgiem i przeznaczeniem.